# Noc noworoczna
Noc noworoczna (ros. Новогодняя ночь, Nowogodniaja nocz) – radziecki krótkometrażowy film animowany z 1948 roku w reżyserii Olgi Chodatajewy i Piotra Nosowa.

## Fabuła
Świąteczne przygody Dziadka Mroza, który znajduje choinkę dla dzieci.

## Animatorzy
Lew Żdanow, Mstisław Kupracz, Naił Dragunow, Lidija Riezcowa, Jelena Chłudowa, Lew Pozdniejew, Tatjana Fiodorowa, Nikołaj Fiodorow

## Obsada (głosy)
- Gieorgij Millar jako Leszy

## Wersja polska
W Polsce film został wydany w serii: Kolorowe filmy rysunkowe obok takich animacji jak Słoń i mrówka, Mistrz narciarski, Kim zostanę? i Dzieje jednej obrączki.